# Daniel Harbe

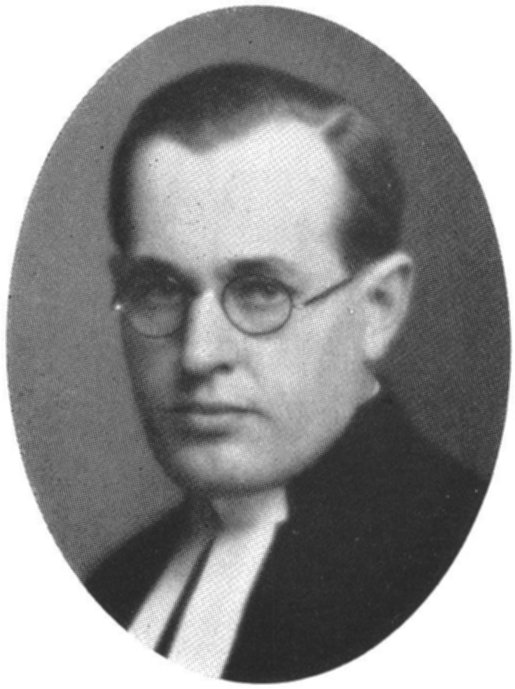
Daniel Harbe, foto ur Porträttgalleri från Närke (1939)

Johan Daniel Harbe, född 16 juni 1902 i Örkelljunga i Skåne, död 21 augusti 1971, i Örebro Nikolai församling, Örebro, var kyrkoherde i flera församlingar i Närke (Strängnäs stift av Svenska kyrkan), lokalhistorisk författare och mångårig ordförande för Västernärkes hembygdsförening.
Daniel Harbe gifte sig 1932 med Elsa Falk (död 1958) och 1960 med Gunilla Broström.
Harbe tog studentexamen i Lund 1926, blev 1929 teologie kandidat och prästvigdes 1930. Han blev 1930 vice komminister i Västra Vingåker, 1932 komminister i Hidinge, 1940 kyrkoherde i Skagershult, 1955 i Edsberg och 1962 i Mosjö. Han var riksantikvarieämbetets ombud i Lekeberg, ordförande i Örebro läns hembygdskrets, Örebro läns allmänna bildningsförbunds folkminnesutskott, mångårig ordförande för Västernärkes hembygdsförening, styrelseledamot i Örebro läns hembygdsförbund, suppleant i Strängnäs stiftsråd och Strängnäs stifts pastoratsförbund. Han blev 1951 korresponderande ledamot Gustav Adolfsakademien. Han var ledamot av Nordstjärneorden, mottog Djurklou-medaljen och Samfundet för hembygdsvårds förtjänstplakett.
Hur hans intresse för Västernärkes folkminnen väcktes, har han beskrivit i förordet till Folkminnen från Edsbergs härad.
Harbe visade ett stort socialt intresse. I Skagershults centralort Hasselfors fanns Hasselfors bruks AB stora sågverk och Harbe stod upp för bruksarbetarnas ofta eländiga villkor.
Yngste sonen -Bengt Harbe-(född 1936),socionom 1963, socialassistent och senare socialchef i dåvarande Saltsjöbadens köping och 1968 utredningssekreterare och senare kanslichef i Örebro läns landsting. Har skrivitÅrskrönika för Örebro läns landsting 1863-1975 (2 delar) utg, av landstinget 2001).